# MÁV 406
MÁV 406 sorozat – tramwaj produkowany przez Stadler CityLink na potrzeby kolei węgierskich, to pojazd hybrydowy spalinowo-elektryczny, zakupiony do obsługi linii tramwajowej Szeged - Hódmezővásárhely.

## Historia
Koleje węgierskie MÁV-Start ogłosiły przetarg na zakup 8 (opcjonalnie +4) hybrydowych pojazdów spalinowo-elektrycznych w styczniu 2017 r.
Próbne kursy z pasażerami rozpoczęły się 29 listopada 2021 r., kiedy seria pojazdów jako pierwsza przewiozła pasażerów. W maju 2022 r. zarząd transportu przyznał pojazdom tej serii homologację, ale jednocześnie nie mogą one poruszać się po wszystkich liniach kolejowych. Tramwaje MÁV CityLink uzyskały licencje na następujące linie:
- Sieć tramwajowa miasta Szeged
- Sieć tramwajowa miasta Hódmezővásárhely
- Szeged-Rókus - Hódmezővásárhely Népkert (linia kolejowa pomiędzy Szeged a Hódmezővásárhely)
- Szeged-Rókus - Szeged-Rendező (Przejazd na stację obsługi pojazdów)
- Hódmezővásárhelyi Népkert - Békéscsaba
- Kiskunfélegyháza - Szeged
- Makó - Újszeged
- W nagłych przypadkach pojazdy mogą jechać najkrótszą trasą objazdową do centrum serwisowego w Szeged-Rendező.

## Opis techniczny
Długość 37 200 mm, szerokość 2650 mm, wysokość 3943 mm (z opuszczonymi pantografami), waży siedemdziesiąt jeden ton, pojazd napędzany hybrydą spalinowo-elektryczną ma łącznie 216 miejsc, z czego 4 to miejsca dla niepełnosprawnych.
W trybie elektrycznym jego moc wyjściowa wynosi 4 x 145 kW, łącznie 580 kW; w trybie diesla 2X390 kW, łącznie 780 kW. Zasilany jest energią elektryczną z linii napowietrznej za pomocą pantografu umieszczonego na dachu. Wymagane napięcie wynosi 600 V prądu stałego.
Maksymalna prędkość w mieście to 50 km/h, na linii kolejowej tramwaje mogą jechać 100 km/h
Jest możliwość synchronicznej pracy 2 pojazdów tramwajowo-pociągowych tego samego typu.